# Carbid Fox
Carbid Fox Târnăveni este unicul producător de carbid din România.
A fost unul dintre obiectivele industriale etalon din Târnăveni, având circa 2.000 de muncitori în perioada 2002-2003.
În aprilie 2006, a fost declarat falimentul societății, care mai avea atunci 500 de muncitori.
În iulie 2009 a fost vândută cu 4,5 milioane de euro către SC Terra Holdings din județul Ilfov.
În anul 2006, peste 80% din producția combinatului mergea la export.
Număr de angajați:
| Anul         | 2006 | 2005  | 2002  |
| ------------ | ---- | ----- | ----- |
| nr. angajați | 500  | 1.100 | 2.000 |

Cifra de afaceri:
- 2006: 38,1 milioane lei (10,8 milioane euro)[4]
- 2005: 56,5 milioane lei[4]